# 11037 Distler
11037 Distler eller 1989 CD6 är en asteroid i huvudbältet som upptäcktes den 2 februari 1989 av den tyske astronomen Freimut Börngen vid Tautenburg-observatoriet. Den är uppkallad efter den tyske kompositören Hugo Distler.
Den tillhör asteroidgruppen Koronis.